# Japan Open Tennis Championships 2010 - Qualificazioni singolare
Le qualificazioni del singolare  del Japan Open Tennis Championships 2010 sono state un torneo di tennis preliminare per accedere alla fase finale della manifestazione. I vincitori dell'ultimo turno sono entrati di diritto nel tabellone principale. In caso di ritiro di uno o più giocatori aventi diritto a questi sono subentrati i lucky loser, ossia i giocatori che hanno perso nell'ultimo turno ma che avevano una classifica più alta rispetto agli altri partecipanti che avevano comunque perso nel turno finale.
Le qualificazioni del Japan Open Tennis Championships  2010 prevedevano 16 partecipanti di cui 4 sono entrati nel tabellone principale.

## Teste di serie
1. Ricardo Mello (primo turno)
2. Marsel İlhan (ultimo turno)
3. Édouard Roger-Vasselin (Qualificato)
4. Miša Zverev (primo turno)

1. Ivan Dodig (Qualificato)
2. Milos Raonic (primo turno)
3. Takao Suzuki (primo turno)
4. Rajeev Ram (Qualificato)

## Qualificati
1. Rajeev Ram
2. Milos Raonic

1. Édouard Roger-Vasselin
2. Ivan Dodig

## Tabellone

### Legenda
| - Q = Qualificato - WC = Wild card - LL = Lucky loser | - ALT = Alternate - SE = Special Exempt - PR = Protected Ranking | - w/o = Walkover - r = Ritirato - d = Squalificato |

### Sezione 1
|  | Primo turno | Primo turno    | Primo turno    | Primo turno | Primo turno |  |  | Ultimo turno | Ultimo turno  | Ultimo turno | Ultimo turno | Ultimo turno |  |
|  |             |                |                |             |             |  |  |              |               |              |              |              |  |
|  |             | Hiroki Moriya  | 6              | 1           | 7           |  |  |              |               |              |              |              |  |
|  | 1           | Ricardo Mello  | 3              | 6           | 6           |  |  |              | Hiroki Moriya | 6            | 4            | 3            |  |
|  | 8           | Rajeev Ram     | Rajeev Ram     | 1           | 2           |  |  | 8            | Rajeev Ram    | 4            | 6            | 6            |  |
|  |             | Peter Polansky | Peter Polansky | 6           | 2r          |  |  |              |               |              |              |              |  |

### Sezione 2
|  | Primo turno | Primo turno  | Primo turno  | Primo turno | Primo turno |  |  | Ultimo turno | Ultimo turno | Ultimo turno | Ultimo turno | Ultimo turno |  |
|  |             |              |              |             |             |  |  |              |              |              |              |              |  |
|  | 2           | Marsel İlhan | Marsel İlhan | 7           | 7           |  |  |              |              |              |              |              |  |
|  |             | Hiroki Kondo | Hiroki Kondo | 65          | 65          |  |  | 2            | Marsel İlhan | Marsel İlhan | 65           | 3            |  |
|  |             | Milos Raonic | Milos Raonic | 6           | 7           |  |  |              | Milos Raonic | Milos Raonic | 7            | 6            |  |
|  | 6           | Thiago Alves | Thiago Alves | 3           | 62          |  |  |              |              |              |              |              |  |

### Sezione 3
|  | Primo turno | Primo turno            | Primo turno            | Primo turno | Primo turno |  |  | Ultimo turno | Ultimo turno           | Ultimo turno           | Ultimo turno | Ultimo turno |  |
|  |             |                        |                        |             |             |  |  |              |                        |                        |              |              |  |
|  | 3           | Édouard Roger-Vasselin | Édouard Roger-Vasselin | 6           | 6           |  |  |              |                        |                        |              |              |  |
|  |             | Yūichi Sugita          | Yūichi Sugita          | 4           | 1           |  |  | 3            | Édouard Roger-Vasselin | Édouard Roger-Vasselin | 7            | 6            |  |
|  |             | Takao Suzuki           | Takao Suzuki           | 7           | 7           |  |  |              | Takao Suzuki           | Takao Suzuki           | 63           | 3            |  |
|  | 7           | Gilles Müller          | Gilles Müller          | 65          | 65          |  |  |              |                        |                        |              |              |  |

### Sezione 4
|  | Primo turno | Primo turno      | Primo turno | Primo turno | Primo turno |  |  | Ultimo turno | Ultimo turno | Ultimo turno | Ultimo turno | Ultimo turno |  |
|  |             |                  |             |             |             |  |  |              |              |              |              |              |  |
|  |             | Iván Navarro     | 7           | 63          | 7           |  |  |              |              |              |              |              |  |
|  | 4           | Miša Zverev      | 68          | 7           | 64          |  |  |              | Iván Navarro | Iván Navarro | 4            | 2            |  |
|  | 5           | Ivan Dodig       | 6           | 4           | 7           |  |  | 5            | Ivan Dodig   | Ivan Dodig   | 6            | 6            |  |
|  |             | Toshihide Matsui | 3           | 6           | 6(0)        |  |  |              |              |              |              |              |  |